# Allogamus despaxi
Allogamus despaxi är en nattsländeart som beskrevs av Decamps 1968. Allogamus despaxi ingår i släktet Allogamus och familjen husmasknattsländor. Inga underarter finns listade i Catalogue of Life.